# Propapias
Propapias là một chi bướm ngày thuộc họ Bướm nâu.